# Hello (Lionel-Richie-Lied)
Hello ist eine Pop-Ballade von Lionel Richie aus dem Jahr 1983, die von ihm geschrieben und von ihm gemeinsam mit James Anthony Carmichael produziert wurde. Die Single-Veröffentlichung war Richies dritter Nummer-eins-Hit in den USA als Solokünstler.

## Geschichte
Das Lied schrieb Lionel Richie ursprünglich für sein Debütalbum Lionel Richie. Auf Drängen seiner Ehefrau Brenda Richie und der Produktionsassistentin Rita Leigh wurde Hello jedoch nicht auf diesem Album berücksichtigt, sondern erst auf Richies zweitem Album Can’t Slow Down, das im Oktober 1983 erschien. Bei einer Reportage in „Channel 4’s Top 100 Hits Number One“, verriet Richie, dass er sich beim Schreiben des Songs von schüchternen Männern, die versuchen, ihren Geliebten einen Heiratsantrag zu machen, inspirieren ließ.
Hello wurde weltweit im Februar 1984 als dritte Auskopplung aus dem Album veröffentlicht und wurde ein Nummer-eins-Hit in den Vereinigten Staaten, Kanada, Australien, Neuseeland, Vereinigtes Königreich, Irland, Schweiz, Niederlande und Belgien.
Wenige Monate nach Veröffentlichung erhob Marjorie Hoffmann White Klage gegen Lionel Richie wegen Verletzung des Urheberrechts. Sie machte geltend, dass Richie die Melodie ihres bereits 1978 geschriebenen Songs I’m Not Ready to Go verwendet habe, verlangte 1 Million USD Entschädigung, die Auszahlung sämtlicher Tantiemen und eine gerichtliche Anordnung, die Richie die öffentliche Aufführung des Liedes untersagte. 1985 wurde Richie vom Songwriter Guy Thompson verklagt, er machte geltend, dass Hello von ihm geschrieben und Richies Agent von ihm bereits im Sommer 1980 Demoaufnahmen erhalten habe. Beide Klagen hatten keinen Erfolg.

## Musikvideo
Im entsprechenden Musikvideo führte Bob Giraldi Regie, der auch bei Running with the Night die Regie übernahm. Im Musikvideo spielt Richie einen Schauspiellehrer, der sich in eine blinde Kunststudentin (gespielt von Laura Carrington) verliebt hat. Sie empfindet das Gleiche für ihn und bringt dies zum Ausdruck, indem sie seinen Kopf als Büste nachformt. Zum Schluss des Videos entdeckt er diese. Das Video gewann 1985 den American Music Award für das beste Musikvideo.
Richie beschwerte sich beim Regisseur des Musikvideos, dass die Büste nicht so aussähe wie er.

## Kommerzieller Erfolg

### Chartplatzierungen
| ChartsChartplatzierungen       | Höchstplatzierung | Wochen |
| ------------------------------ | ----------------- | ------ |
| Deutschland (GfK)              | 2 (17 Wo.)        | 17     |
| Österreich (Ö3)                | 3 (12 Wo.)        | 12     |
| Schweiz (IFPI)                 | 1 (15 Wo.)        | 15     |
| Vereinigte Staaten (Billboard) | 1 (24 Wo.)        | 24     |
| Vereinigtes Königreich (OCC)   | 1 (15 Wo.)        | 15     |

| ChartsJahrescharts (1984)      | Platzierung |
| ------------------------------ | ----------- |
| Deutschland (GfK)              | 27          |
| Österreich (Ö3)                | 16          |
| Schweiz (IFPI)                 | 5           |
| Vereinigte Staaten (Billboard) | 7           |

### Auszeichnungen für Musikverkäufe
| Land/Region                  | Auszeichnungen für Musikverkäufe (Land/Region, Auszeichnung, Verkäufe) | Verkäufe  |
| ---------------------------- | ---------------------------------------------------------------------- | --------- |
| Belgien (BRMA)               | Platin                                                                 | 50.000    |
| Dänemark (IFPI)              | Gold                                                                   | 45.000    |
| Niederlande (NVPI)           | Platin                                                                 | 100.000   |
| Vereinigte Staaten (RIAA)    | Gold                                                                   | 1.000.000 |
| Vereinigtes Königreich (BPI) | Platin                                                                 | 600.000   |
| Insgesamt                    | 2× Gold · 3× Platin ·                                                  | 1.795.000 |

Hauptartikel: Lionel Richie/Auszeichnungen für Musikverkäufe

## Coverversionen
- 1984: Mireille Mathieu (Allo)
- 1984: Kirka (Sä vain)
- 1986: The Shadows
- 1992: Howard Carpendale
- 1994: Luther Vandross
- 1996: Shirley Bassey
- 1997: Siiri Sisask
- 1998: Dune
- 2000: Ibo
- 2003: Me First and the Gimme Gimmes
- 2005: Paul Anka
- 2007: Northern Kings
- 2007: Lemon Ice
- 2010: Sopor Aeternus
- 2020: Annett Louisan

Im Film Jungfrau (40), männlich, sucht… und in der Episode Stewie killt Lois von Family Guy konnte man den Song hören.